# The Lost Boy
The Lost Boy (L'Enfant perdu) est le cinquième et dernier épisode de la première saison de la série britannique de science-fiction The Sarah Jane Adventures. À ce jour, la série n'a jamais été diffusée en France.

## Accroche
Alors qu'Alan Jackson apprend à connaitre l'univers de Sarah Jane Smith, un couple, qui dit avoir perdu un enfant depuis 5 mois apparait dans les médias. Il semblerait que ce sont les véritables parents de Luke.

## Résumé

### Première partie
L'épisode commence directement après Whatever Happened to Sarah Jane? avec Alan Jackson se faisant expliquer par Maria les évènements ayant eu lieu au cours de la saison. Après avoir fait part de sa volonté de déménager, celui-ci change d'avis après avoir expliqué qu'il veut lui aussi aider à protéger sa fille des aliens.
Le lendemain, les journaux diffusent la conférence de presse d'un couple dont le fils, Ashley, a mystérieusement disparu depuis 5 mois, et dont la description correspond à celle de Luke. Utilisant M. Smith, Sarah Jane apprend que l'ADN d'Ashley et celui de Luke correspondent parfaitement, ce qui laisserait à penser que Luke était un jeune garçon enlevé par les Bane. Alertés par Chrissie, les policiers débarquent chez Sarah Jane et lui enlèvent Luke pour le remettre à ses parents. Accusée de rapt d'enfant, Sarah Jane est rapidement libérée grâce aux pressions de UNIT sur la police, mais cela la pousse à mener sa vie seule et ordonne à Maria de rester loin de sa vie. Afin de lui changer les idées, Mr Smith lui propose d'enquêter sur Pharos, un centre de recherche ayant découvert le moyen de pratiquer la télékinésie. Là, elle y rencontre Nathan, un enfant prodige très imbu de lui-même. 
Pendant ce temps-là, Luke n'a aucun souvenir de ses anciens parents, qui le séquestrent dans sa chambre. Ceux-ci révèlent à un écran qu'ils appellent le "Xylok" qu'ils l'ont capturé. Séchant les cours, Clyde leur rend visite, mais se fait renvoyer rapidement par ceux-ci ; mais lors de leur dispute, ceux-ci disent qu'"Ashley" est doué au skateboard, alors que ça n'est pas le cas. Cherchant alors à analyser une photo, Clyde demande de l'aide à Mr Smith, qui révélera être un "Xylok" et l'enfermera à l'intérieur de sa machine. 
Au même moment, Sarah Jane, sur une suggestion de Mr Smith, est partie voler un appareil de télékinésie. Luke s'enfuit de sa chambre mais se retrouve face à ses "parents" et à Nathan. Les trois se révèlent être des Slitheens et Nathan être Carl, le jeune Slitheen abandonnées à la fin de Revenge of the Slitheen.

### Seconde partie
Alors que Sarah Jane vole sans trop de problème un appareil télékinésique à l'institut Pharos, Maria et Alan découvrent la véritable nature des faux parents de Luke. Réussissant à être alerté par Clyde à l'intérieur de Mr Smith, ils réussissent à prévenir Sarah Jane avant que Mr Smith ne la tue à coup de laser. 
Pendant ce temps-là, les Slitheens ont emmené Luke à l'institut Pharos, mais son utilisation de l'appareil télékinésique lui permettra de s'enfuir. Armés de bouteille de vinaigres, Maria, Alan et Sarah Jane arrivent peu de temps après et menacent les Slitheens. À la suite de l'imbroglio qui s'ensuit, ils réussissent tous à découvrir que Mr Smith est un être Xylok et qu'il veut détruire la terre en se servant de Luke et de l'appareil de télékinésie pour le forcer à attirer la lune contre la terre. Réussissant à se téléporter dans son grenier grâce à un appareil Slitheen, Sarah Jane réussit à mettre en déroute Mr Smith grâce à l'aide de K-9 et à le changer grâce à un virus créé par Alan, le forçant à devenir le gardien de la terre. 
La lune revient à sa place, K-9 repart s'occuper du trou noir qu'il répare, les Slitheens repartent sur Raxacoricofallapatorius, et Sarah Jane Smith, son fils et ses amis regardent le vaisseau partir. Sarah Jane dit qu'elle a trouvé en eux quelque chose qu'elle ne pensait pas trouver : une famille.

## Continuité
- On retrouve brièvement K-9 et son trou noir, tel qu'on nous l'avait montré dans Invasion of the Bane.

- Carl le Slitheen fait référence aux évènements de Revenge of the Slitheen.

### Liens avec leWhoniverse
- Les Slitheen évoluent à partir de cet épisode et expliquent qu'ils peuvent maintenant porter des combinaisons plus minces[1]. Cela explique qu'ils n'aient pas pris la place de personnes obèses, ni qu'ils aient ce bruit de flatulence caractéristique de leur manque d'espace. D'ailleurs, ces combinaisons étaient déjà décrites par les Blathereens dans le roman dérivé de Doctor Who The Monster Inside.

- C'est grâce à un rapport de UNIT que Sarah Jane peut sortir du poste de police, de plus, juste après, on peut voir un poster d'un rappeur Z - UNIT dans la chambre d'Ashley.

### Anecdotes
- Lors de l'épisode Invasion of the Bane, Sarah Jane s'aperçoit que Luke, né par clonage, n'a pas de nombril. Pourquoi alors, n'en fait-elle jamais mention ?

## Dans la culture
- On voit quelques instants la chaîne BBC News Channel.
- Alan compare la création de Luke par les Bane à la créature de Frankenstein, et sa découverte des extra-terrestres à X-Files.
- La chambre d'Ashley est remplie de posters de l'équipe de football de Chelsea FC.